# Karel Süss
Karel Süss (5. července 1946 – 29. srpna 2010) byl český fotbalista, záložník. Jeho otec Karel Süss byl také ligovým fotbalistou.

## Fotbalová kariéra
Hrál za Škodu Plzeň. V československé lize nastoupil ve 241 utkáních a dal 6 gólů. V Poháru vítězů pohárů nastoupil v 2 utkáních. Vítěz Českého a finalista Československého poháru 1970/71 a finalista Českého poháru 1978/79.

## Ligová bilance
| Ročník                                     | Zápasy | Góly | Klub        |
| ------------------------------------------ | ------ | ---- | ----------- |
| 2. československá fotbalová liga 1965/1966 | -      | -    | Dukla Tábor |
| 2. československá fotbalová liga 1966/1967 | -      | -    | Dukla Tábor |
| 1. československá fotbalová liga 1967/1968 | 21     | 1    | Škoda Plzeň |
| 2. československá fotbalová liga 1968/1969 | -      | -    | Škoda Plzeň |
| 2. československá fotbalová liga 1969/1970 | -      | -    | Škoda Plzeň |
| 1. československá fotbalová liga 1970/1971 | 24     | 2    | Škoda Plzeň |
| 2. československá fotbalová liga 1971/1972 | -      | -    | Škoda Plzeň |
| 1. československá fotbalová liga 1972/1973 | 28     | 0    | Škoda Plzeň |
| 1. československá fotbalová liga 1973/1974 | 28     | 0    | Škoda Plzeň |
| 1. československá fotbalová liga 1974/1975 | 27     | 2    | Škoda Plzeň |
| 1. československá fotbalová liga 1975/1976 | 29     | 0    | Škoda Plzeň |
| 1. československá fotbalová liga 1976/1977 | 23     | 1    | Škoda Plzeň |
| 1. československá fotbalová liga 1977/1978 | 28     | 0    | Škoda Plzeň |
| 1. československá fotbalová liga 1978/1979 | 22     | 0    | Škoda Plzeň |
| 1. československá fotbalová liga 1979/1980 | 12     | 0    | Škoda Plzeň |
| CELKEM 1. liga                             | 241    | 6    |             |